# الساحلين

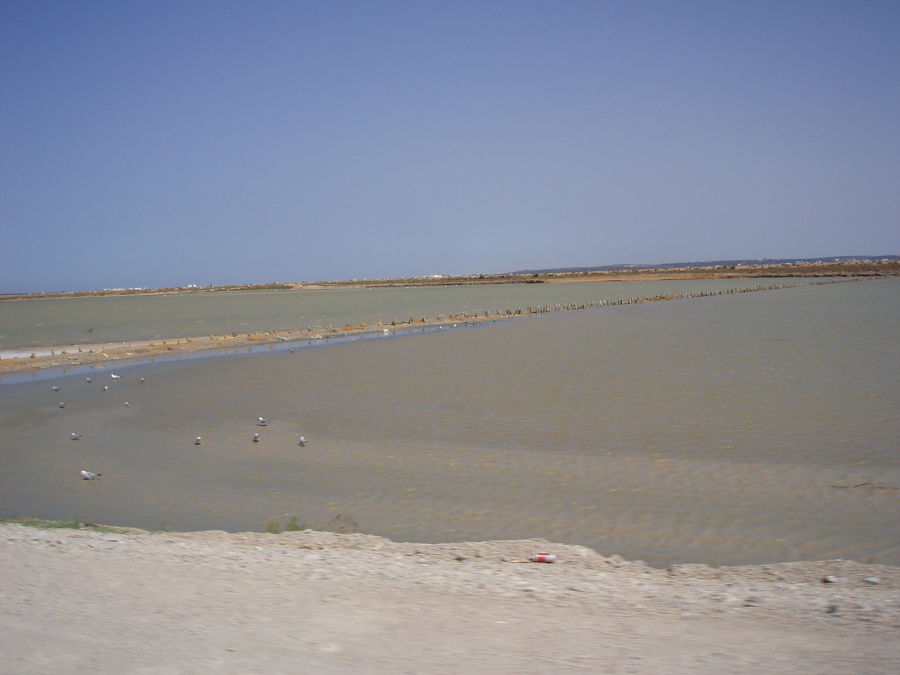
ملاحة طبيعية بمدينة الساحلين

الساحلين، مدينة تونسية تقع في ولاية المنستير على الساحل التونسي ؛ يبلغ عدد سكانها 13800 نسمة.